# Муньйопедро
Муньйопедро (ісп. Muñopedro) — муніципалітет в Іспанії, у складі автономної спільноти Кастилія-і-Леон, у провінції Сеговія. Населення — 332 особи (2010).
Муніципалітет розташований на відстані близько 85 км на північний захід від Мадрида, 29 км на захід від Сеговії.
На території муніципалітету розташовані такі населені пункти: (дані про населення за 2010 рік)
- Моньїбас: 0 осіб
- Муньйопедро: 325 осіб
- Перомінго: 7 осіб

## Демографія
Динаміка населення (INE ):